# فهرست قلعه‌های ساسانی

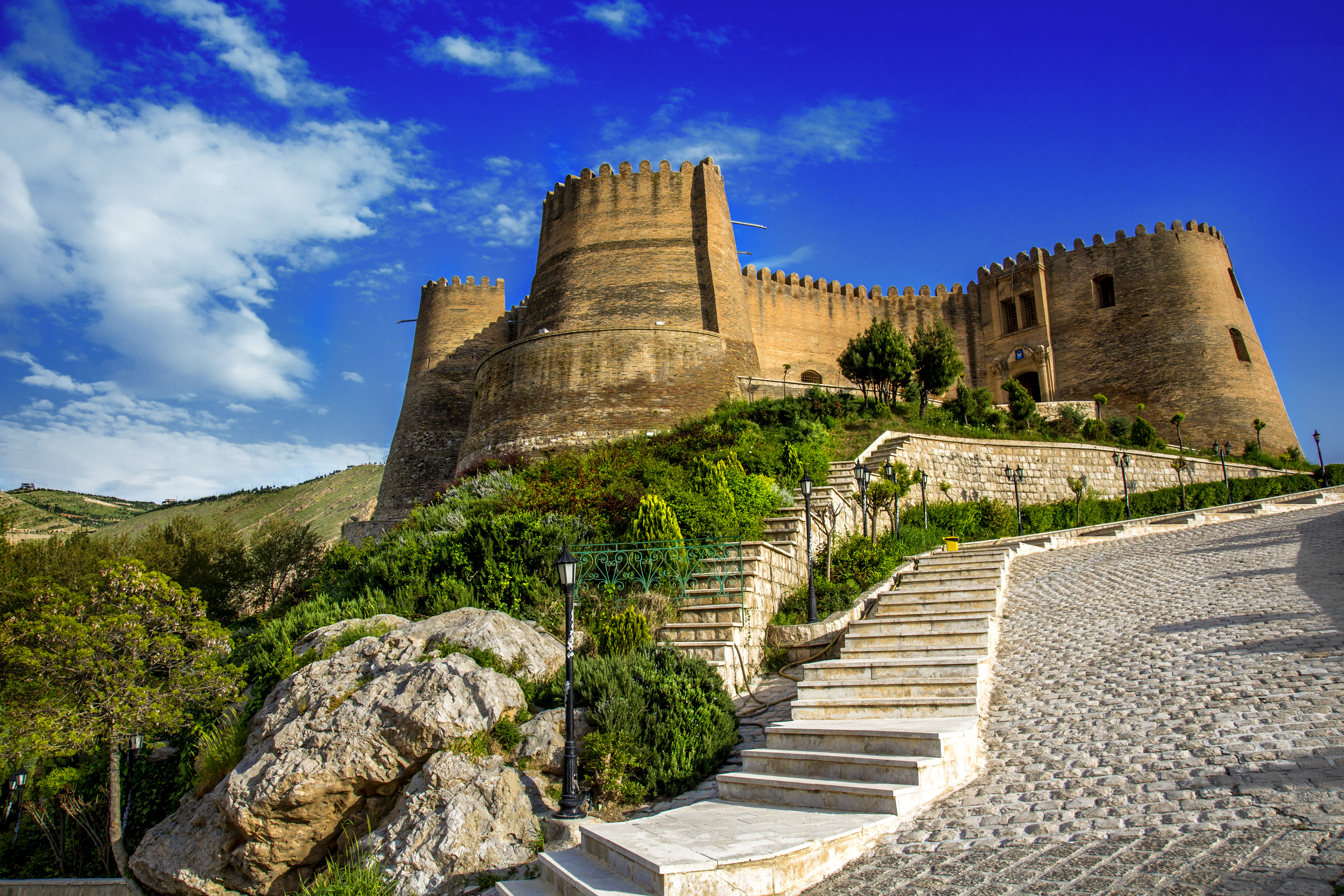
فلک‌الافلاک

سلسلهٔ ساسانیان آخرین حکومت پیش از اسلام ایرانی است. این دودمان کار خود را در شهر استخر واقع در نزدیکی تخت جمشید پایتخت پارس آغاز کرد. اردشیر بابکان در نبردی آخرین پادشاه پارتی، یعنی اردوان پنجم را در سال ۲۲۴ میلادی شکست داد و این سلسله را بنیاد نهاد. ساسانیان برخلاف شاهنشاهی اشکانی، که به صورت ملوک الطوایفی اداره می‌شد، نیرویی پر قدرت و مرکزی را بنیانگذاری کردندو به این ترتیب توانستند حکومت اشرافی و سرکش را کنترل کنند و با تنظیم یک برنامه و سازمان اداری کارآمد در امر آبیاری و شهرسازی، معماری و صنعتی کردن کشور در یک مقیاس بزرگ، توجه دنیای آنروز غرب را به سوی خود جلب نمایند و حتی با شکست امپراتوری روم اهمیت سیاسی حکومت خود را در شرق و غرب گسترش دهند.

## فهرست قلعه‌های ساسانی
- ابیانه
- اردمشت
- ارگ انار
- ارگ راین
- تخت سلیمان
- چراغ‌قلعه
- خواجه (کوه)
- دژ ایزدخواست
- دژ کلیم
- فلک‌الافلاک
- قلعه آتشگاه
- قلعه آماج
- قلعه ایرج
- قلعه بابک
- قلعه بمپور
- قلعه پرویزه اوز
- قلعه توس
- قلعه توصیله
- قلعه دختر (باکو)
- قلعه دختر (فیروزآباد)
- قلعه رودخان
- قلعه سریزد
- قلعه سیبه
- قلعه شواز
- قلعه فراموشی
- قلعه قطیف
- قلعه کنگلو
- قلعه مریم
- قلعه نخل
- قلعه نهاوند
- قلعه یزدگرد (نخجوان)
- کاخ ساسانی سروستان
- نارین قلعه (میبد)
- نارین قلعه (دربند)